# Jättenekärret
Jättenekärret este o arie protejată (arie specială de conservare — SAC, sit de importanță comunitară — SCI) din Suedia întinsă pe o suprafață de 11,5 ha, integral pe uscat.

## Localizare
Centrul sitului Jättenekärret este situat la coordonatele 58°11′59″N 13°32′05″E / 58.1996°N 13.5346°E.

## Înființare
Situl Jättenekärret a fost declarat sit de importanță comunitară în ianuarie 1998 pentru a proteja . Situl a fost protejat și ca arie specială de conservare în martie 2011.

## Biodiversitate
Situată în ecoregiunea boreală, aria protejată conține 3 habitate naturale: Păduri caducifoliate bătrâne naturale hemiboreale fino-scandinave (Quercus, Tilia, Acer, Fraxinus sau Ulmus) bogate în specii epifite, Mlaștini alcaline, Pajiști cu Molinia pe soluri calcaroase, turboase sau argilos-nămoloase (Molinion caeruleae).
La baza desemnării sitului se află un număr nedeclarat de specii protejate: